# NMBS/SNCB AM 96 sorozat
Az NMBS/SNCB AM 96 sorozat egy belga 2'2'+Bo'Bo'+2'2' tengelyelrendezésű villamosmotorvonat-sorozat. Összesen 120 AM 96-ost gyártottak 1996 és 1999 között.

## Viszonylatok
- Antwerpen–Kortrijk–Lille
- Oostende–Kortrijk–Lille
- Oostende–Gent–Antwerpen
- Tongeren–Hasselt–Brüsszel–Knokke / Blankenberge
- Genk / Liège-Guillemins–Brüsszel–Knokke / Blankenberge
- Brüsszel–Namur–Luxembourg
- Gent–Brüsszel (Repülőtér)

## Lásd még
- DSB IC3, a Danske Statsbaner egyik dízel motorvonata.